# صمام تمدد حراري

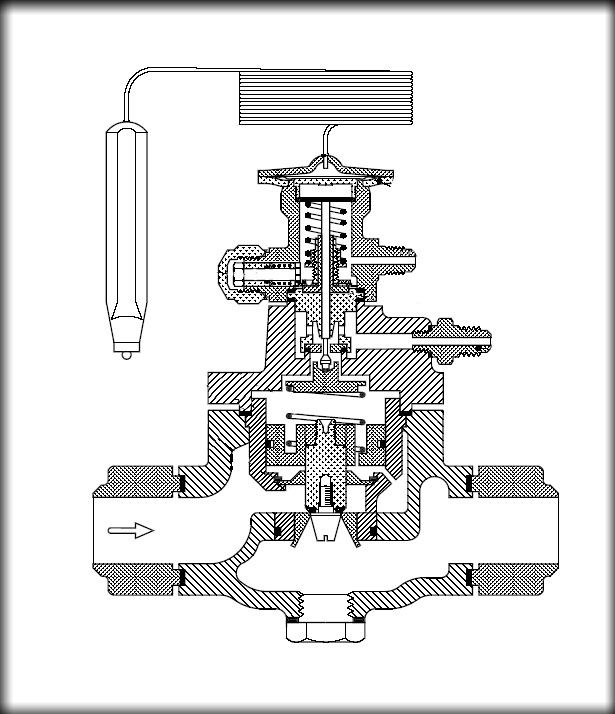
صمام تمدد حراري

صمام تمدد حراري في الهندسة الكيميائية (بالإنجليزية: Thermal expansion valve)‏ هو أحد مكونات الثلاجات وأجهزة التبريد وتكييف الهواء ، التي تعمل على ضبط كمية سائل مبرد ومرورها خلال مبخر ، وفصل الحرارة الناتجة من ضغط البخار عند مخرج المبخر . ويتم ذلك عن طريق قارورة حساسة لدرجة الحرارة ممتلئة بنفس نوع الغاز ، فتفتح صماما - يكون الصمام مغلقا بواسطة لولب ضاغط موجود في قلب الصمام - وذلك عندما تزيد درجة الحرارة في القارورة الحساسة للحرارة. وعند انخفاض درجة الحرارة في المبخر ، تنخفض أيضا في القارورة مما يعمل على إغلاق الصمام . ويعتبر جهاز التبريد الذي يعمل بصمام تمدد حراري ذو كفاءة أعلى من أجهزة أخرى لا تعمل بصمام تمدد حراري.

## الوصف
يتحقق التحكم بتدفق وسيط التبريد، أو قياسه، عن طريق استخدام جهاز على شكل بصلة يتحسس درجة الحرارة، تملأ البصلة شحنة من الغاز أو السائل مشابهة لتلك التي داخل النظام، وهي تسبب فتح فوهة (بوابة) الصمام بعكس ضغط النابض في جسم الصمام عند ارتفاع درجة الحرارة في البصلة. مع انخفاض درجة حرارة خط الامتصاص ينخفض كذلك الضغط في البصلة؛ وبالتالي ينخفض الضغط على النابض، فيغلق الصمام. يكون نظام تكييف الهواء ذو صمام التمدد الحراري غالبًا أكثر فعالية من التصاميم الأخرى التي لا تستخدم الصمام. وكذلك فإن أنظمة تكييف الهواء ذات صمامات التمدد الحراري لا تتطلب وجود مجمع (خزان لوسيط التبريد يوضع أسفل مخرج المبخر).
لأن الصمامات تخفض تدفق وسيط التبريد السائل عند انخفاض الحمل الحراري، بحيث يتبخر كل وسيط التبريد بالكامل في داخل المبخر (في ظروف التشغيل العادية كدرجة حرارة المبخر المناسبة وتدفق الهواء المناسب في المبخر). ولكن يجب وضع خزان يستقبل وسيط التبريد السائل على خط السائل قبل صمام التمدد الحراري بحيث يمكن تخزين أي فائض من سائل وسيط التبريد داخله في ظروف انخفاض الحمل الحراري للمبخر؛ ما يمنع السائل من التدفق العكسي داخل وشيعة المكثف من خط السائل.
عند الأحمال الحرارية التي تكون منخفضة جدًّا بالمقارنة مع قيمة أطنان التبريد للصمام يمكن أن تصبح فوهة الصمام كبيرة على الحمل الحراري، ويمكن أن يبدأ الصمام بالفتح والإغلاق بشكل متكرر، في محاولة للسيطرة على الحرارة الفائقة ضمن القيمة المضبوطة، ما يجعل الحرارة الفائقة تهتز. تساعد الشحنات المتقاطعة -أي شحنات الحساس البصلي المكونة من مزيج من وسائط تبريد مختلفة أو حتى غازات لا تستخدم كوسائط تبريد كالنتروجين (على عكس الشحنة التي تتكون فقط من نفس وسيط التبريد المستخدم داخل نظام التبريد، والتي تعرف باسم الشحنة المتوازية)- المضبوطة بحيث «يقاطع» منحني (ضغط البخار-درجة حرارة البخار) الخاص بشحنة البصلة منحني (ضغط البخار-درجة حرارة البخار) الخاص بوسيط التبريد المستخدم في النظام عند قيمة معينة لدرجة الحرارة (أي تضبط شحنة البصلة بحيث يصبح ضغط بخار شحنة البصلة فجأة أعلى من ضغط البخار في النظام تحت درجة حرارة معينة لوسيط التبريد، ما يجبر إبرة القياس على البقاء في حالة الفتح)، أو حتى أنواع مختلفة من مجاري الاستنزاف التي تولد تدفق وسيط تبريد أصغريًّا في كل الأوقات، على تخفيض ظاهرة مطاردة الحرارة الفائقة عن طريق منع فوهة الصمام من الإغلاق بشكل تام، ولو كان ذلك على حساب تحديد تدفق معين لوسيط التبريد لا يصل إلى خط السحب (الامتصاص) بحالة بخار تام عندما يكون الحمل الحراري منخفضًا جدًّا، ومع وجوب تصميم الضاغط لتحمل ذلك.
صمام التمدد الحراري عنصر رئيسي في المضخة الحرارية؛ وهي الدورة التي تجعل من الممكن تكييف الهواء أو تبريد الهواء. تتكون دورة التبريد البسيطة من أربعة عناصر أساسية: ضاغط، مكثف، جهاز معايرة (صمام تحكم)، مبخر. مع مرور وسيط تبريد عبر دارة تحتوي هذه العناصر الأربعة يحدث تكييف الهواء. تبدأ الدورة عندما يدخل وسيط التبريد إلى الضاغط بضغط منخفض، ودرجة حرارة معتدلة، وشكل غازي. ينضغط وسيط التبريد في الضاغط إلى حالة غازية مرتفعة الضغط ومرتفعة درجة الحرارة. يدخل بعدها الغاز مرتفع درجة الحرارة ومرتفع الضغط إلى المكثف. يبرد المكثف الغاز مرتفع درجة الحرارة مرتفع الضغط ليصبح سائلًا مرتفع الضغط عن طريق نقل الحرارة إلى وسط ذي درجة حرارة أقل، عادةً يكون الهواء المحيط.
لتبريد السائل مرتفع الضغط، يخفض ضغط وسيط التبريد الداخل إلى المبخر عن طريق صمام التمدد، بإعاقة التدفق، ما يسمح بحدوث تمدد كظيم (دون تبادل حراري) رجوعًا إلى الطور البخاري ليحدث عند درجة حرارة أقل. تمتلك الأجهزة من نوع صمام التمدد الحراري بصلة حساسة للحرارة مرتبطة بخط السحب لأنابيب وسيط التبريد بحيث يمكن تحسس درجة حرارة وسيط التبريد الذي يغادر المبخر. يوفر ضغط الغاز في الحساس البصلي القوة اللازمة لفتح صمام التمدد الحراري، وبذلك يعدل تدفق وسيط التبريد داخل المبخر بشكل حركي، وكنتيجة لذلك يعدل أيضًا الحرارة الفائقة التي حصل عليها وسيط التبريد الذي يغادر المبخر.
يترافق شرط الشحنة قليلة وسائط التبريد عادةً -عند عمل الضاغط- مع صوت يشبه صوت زفير مرتفع يصدر عن صمام التمدد الحراري والمبخر؛ ينتج عن انعدام ضاغط الهواء في اللحظة التي تسبق تمامًا حركة بوابة الصمام، ما يسبب محاولة البوابة التحكم بالبخار بدل التحكم بالسائل.